# 히라도촌
히라도촌(平戸村)은 나가사키현 기타마쓰우라군에 있던 촌이다. 

## 역사
- 1889년 4월 1일 - 정촌제 시행에 의해 기타마쓰우라군 히라도촌이 성립하였다.
- 1925년 4월 1일 - 히라도정과 합병해, 새로운 히라도정이 성립하여 히라도촌은 소멸하였다.

## 교통

### 항만
- 히라도항

## 참고문헌
- 角川日本地名大辞典 42 長崎県
- 長崎縣告示第百二十七號 北松浦郡平戸町、村廃置及び財産処分に関する件 長崎県公報 大正14年3月24日付号外